# Kjelbotnnuten
Der Kjelbotnnuten ist ein 3210 m hoher Berg im ostantarktischen Königin-Maud-Land. Im Gebirge Sør Rondane ragt er zwischen den Bergen Isachsenfjella und Devoldnuten auf.
Norwegische Kartografen, die diesem Berg auch seinen Namen gaben, kartierten ihn 1957 anhand von Luftaufnahmen, die bei der US-amerikanischen Operation Highjump (1946–1947) entstanden waren. Namensgeber ist der norwegische Polarforscher Olav Kornelius Kjelbotn (1898–1966), der 1933 gemeinsam mit Hjalmar Riiser-Larsen und Hallvard Ophus Devold (1898–1957) die Prinzessin-Ragnhild-Küste per Hundeschlitten erkundet hatte.